# Allomacrus volcanus
Allomacrus volcanus là một loài tò vò trong họ Ichneumonidae.